# 身代限
身代限（しんだいかぎり・身体限）は、近世日本における強制執行による債務弁済制度。身上限（しんじょうかぎり）とも。

## 概要
18世紀初頭に成立したとされ、享保4年（1719年）に江戸において採用されて以降、幕府法として確立した。
債権者が債務弁済に関する訴訟（出入筋）を起こして債務者の要求を是とする判決を出した場合、奉行所などの訴訟機関はまず債務者に対して一定の期日までに全てもしくは一部の弁済を命じた。前者を行った場合にはそこで訴訟は終結し、後者を行った場合には残額を分割して定期的に弁済することが許された。この期日を日限（ひぎり・日切）と称し、前者の一括弁済を日限済方（ひぎりすみかた）、後者の分割弁済を切金（きりがね）と称した。
ところが、そのいずれも応じなかった場合には訴訟機関は債務者に身代限を命じた（ただし、それに先立って債務者を拘禁する措置（手鎖・押籠）をもって弁済を迫る場合がある）。債権者はこれに基づき債務者及び債務者が属する地域代表（町役人・村役人）の立ち合いの下で諸色付立帳（しょしきつきたてちょう）と呼ばれる財産目録兼執行調書を作成して地域代表の書付とともに訴訟機関に提出され、それに基づいて田畑・屋敷・その他家財を実物もしくはそこからの作徳（租税徴収後の余剰）、あるいはその売却代金をもって債務の弁済に充てた。もっとも、天保14年（1843年）以後は全て売却処理することで一本化されている。財産が債務を上回る場合には残余の財産もしくは売却代金は債務者に返されたが、反対に財産より債務が上回る場合には免責はされず債務者は残りの債務を返済する義務を負った（跡懸り）。なお、身代限の時点で既に質に入っていた財産に関しては有効な質証文を持つ質取主の優先権が認められ、それを除いた財産をもって身代限が実施された。
なお、身代限は原則として庶民を対象として、武家・寺社・御用達の任にある御用商人は対象外とされていたが、明治政府成立後の明治5年（1872年）公布の華士族平民身代限規則（明治5年太政官布告第187号）によって全ての階層が対象とされるとともに、私的整理制度であった分散と統合された（そのため、両者が混同されることがあるが、両者には明確な区別があり、規定も異なる部分がある）。後に民事訴訟法および（旧）商法・家資分散法（商人は前者、それ以外は後者）によって近代的な破産手続が制定されると、それにとって代わった。